# Marilis Orionaa
 (juin 2012).
Si vous disposez d'ouvrages ou d'articles de référence ou si vous connaissez des sites web de qualité traitant du thème abordé ici, merci de compléter l'article en donnant les références utiles à sa vérifiabilité et en les liant à la section « Notes et références ».
Dominique Anne-Marie Narioo, connue sous le nom de scène Marilis Orionaa, est une chanteuse d'expression béarnaise (née en 1959). Elle est auteur-compositeur-interprète. Le béarnais, variété de gascon, est la langue de sa famille.

## Biographie
Fille de Gilbert et Monique Narioo (son père est membre, auteur et collaborateur de l'association et éditeur béarnais Per Noste, dont il a également été président), Marilis Orionaa a d'abord été professeur certifié de lettres classiques. Elle commence sa carrière de chanteuse à partir des années 1990 ; elle participe cette même année 1990 à une reconstitution historique à Salon-de-Provence au côté de Jean Baudoin (musicien traditionnel des Landes, de Gascogne et du Béarn) puis participe au festival de chanson béarnaise de Siros dans lequel elle reviendra régulièrement par la suite.
Maurice Andrieu l'accueille en 1991 dans son émission télévisée occitane sur FR3 Midi-Pyrénées. En 1992, elle chante à Barcelone invitée par le Cercle d’Agermanament Occitano-Català (CAOC) et enregistre son premier disque Balansun, qui fait l'objet d'une chronique en 1993 dans le journal Libération.
En 1994, c'est la revue anglo-saxonne fRoots qui la classe parmi ses coups de cœur, juste devant Youssou N'Dour ; elle enregistre par ailleurs avec le chanteur traditionnel béarnais Pierre Arrius-Mesplé. En 1995 elle se produit au Festival d'été de Nantes où Radio France internationale l'enregistre puis produit un disque (Transversales) incluant huit titres. Elle chante Que't saludi Maria à l’occasion d'une messe internationale en la cathédrale de Nantes (chroniquée par Ouest-France) ; cette même année elle participe également au festival Estivada de Rodez.
En 1996, aux côtés du guitariste Olivier Kléber-Lavigne et du percussionniste Nicolas Martin-Sagarra elle enregistre Ça-i (édité chez Trema / Sony Music et inclus dans la selection disque de l'année 1996 du journal Libération). Elle est également reçue sur les radios RMC et France Inter.
En 1997, l'album reçoit le prix CHOC du magazine Le Monde de la musique et Marilis Orionaa fait cette fois la couverture du magazine fRoots et son titre Baram de Lua est inclus dans un CD accompagnant le magazine. Elle chante au festival Rencontres du Sud à Arles. Le Monde de la Musique publie un portrait (La muse du Béarn). En 1998 suit une longe tournée allant jusqu'en Catalogne et au Maroc et son titre Vent Balaguer est inclus dans la compilation du Guide du Routard (Les Musiques du Routard, chez Europe (Virgin)).
En 2000, elle chante à Bourdeilles en Dordogne, au festival Transoccitanes puis au Folk Music Festival de Kaustinen en Finlande (le journal Pohjalainen lui consacre alors un article). En 2002 elle sort son album Femelís qui reçoit les ffff du magazine Télérama. Les articles dans la presse régionale des deux côtés des Pyrénées ainsi que les concerts s'enchaînent. Elle enregistre son titre pr'amor qui est inclus en 2003 dans la compilation The Rough Guide to the Music of France.

## Discographie
- Balansun (1992)
- Ça'i (1996)
- Femelís (2001)
- Pr'amor (2002)
- Damn  (2006)
- Que't balharèi la man (2012)
- La destinada (2015)

## Académie des Jeux floraux (Toulouse)
Héritière du Consistori del Gay Saber (en français Consistoire du gai savoir), fondé en 1323 à Toulouse), l'Académie a décerné un prix à de nombreux poètes, dont Bernard Manciet, ainsi que Marilis Orionaa.